# پوکاهانتس (فیلم ۱۹۹۵)
پوکاهانتس (به انگلیسی: Pocahontas) یک فیلم درام تاریخی پویانمایی موزیکال آمریکایی محصول سال ۱۹۹۵ است که بر اساس زندگی پوکاهانتس دخترِ پوهاتان و ورود مهاجران مستعمره انگلیسی از شرکت لند ساخته شده است. این فیلم رویارویی پوکاهانتس با جان اسمیت و نجات افسانه‌ای زندگی‌اش را به تصویر می‌کشد. این فیلم توسط والت دیزنی فیچر انیمیشن تولید و توسط والت دیزنی پیکچرز در ۱۰ ژوئن ۱۹۹۵ منتشر شد. این سی و سومین انیمیشن بلند دیزنی و ششمین فیلمی است که در دوره ای به نام رنسانس دیزنی تولید و منتشر شده است.
این فیلم توسط مایک گابریل و اریک گلدبرگ کارگردانی شد (اولین کارگردانی او). صداپیشگان ایرن بدارد و مل گیبسون به ترتیب در نقش پوکاهانتس و اسمیت به ایفای نقش می‌پردازند و دیوید اوگدن استایرز، راسل مینز، کریستین بیل، بیلی کانولی و لیندا هانت صداهای دیگری را ارائه می‌کنند. موسیقی متن توسط آلن منکن نوشته شده است، او همچنین ترانه‌های فیلم را با استفان شوارتز نوشته است.
گابریل پس از اولین کارگردانی خود با فیلم امدادگران: مأموریت زیرزمینی (۱۹۹۰)، فیلم را در تعطیلات آخر هفته شکرگزاری طراحی کرد. این پروژه همزمان با شیرشاه (۱۹۹۴) توسعه یافت و اکثر انیماتورهای برتر دیزنی را به خود جذب کرد. در همین حال جفری کاتزنبرگ، رئیس استودیوی دیزنی، تصمیم گرفت که این فیلم باید یک حماسه عاشقانه جدی در رگه‌های دیو و دلبر (۱۹۹۱) باشد، به این امید که مانند دیو و دلبر، نامزد جایزه اسکار بهترین فیلم نیز شود. کارل بایندر ، سوزانا گرانت، و فیلیپ لازبنیک، فیلمنامه نویسان، از آزادی‌های خلاقانه با تاریخ استفاده کردند تا فیلم را برای تماشاگران دلپذیر کنند.
پوکاهانتس واکنش‌های متفاوتی از منتقدان دریافت کرد که انیمیشن، صداگذاری و موسیقی آن را تحسین کردند، اما داستان آن را به دلیل عدم تمرکز بر لحن مورد انتقاد قرار دادند. نادرستی‌های تاریخی و رنگ‌های نژادی فیلم پاسخ‌های قطبی دریافت کرد. پوکاهانتس بیش از ۳۴۶ میلیون دلار در گیشه به دست آورد. این فیلم دو جایزه اسکار برای بهترین موسیقی فیلم و بهترین ترانهٔ اورجینال برای «رنگ‌های باد» دریافت کرد. به گفته منتقدان، پوکاهانتس بر فیلم‌های بعدی تأثیر گذاشته است.

## داستان
در سال ۱۶۰۷، کشتی سوزان کانستنت از لندن به‌سوی جهان جدید حرکت می‌کند و گروهی از مهاجران شرکت ویرجینیای انگلستان را، از جمله کاپیتان جان اسمیت، با خود می‌برد. آن‌ها در مسیر از ماجراجویی، یافتن طلا، نبرد با «بومیان آمریکا» و سکونت در سرزمین تازه می‌گویند. اندکی پس از حرکت، کشتی گرفتار طوفان می‌شود و یکی از سربازان به نام توماس به دریا پرتاب می‌شود، اما جان اسمیت جان او را با فرود آمدن از کشتی نجات می‌دهد؛ هرچند طناب پاره می‌شود و به‌زحمت جان سالم به در می‌برند.
در سرزمین پوهاتان در مستعمره ویرجینیا، پوکاهانتس، دختر رئیس قبیله، از ازدواج احتمالی با جنگجویی به نام «کُوکوم» نگران است، زیرا او را بیش از حد جدی می‌بیند و با روحیهٔ آزاد خودش ناسازگار می‌داند. پس از دیدن خوابی دربارهٔ پیکانی چرخان، پوکاهانتس نزد درخت سخنگو و خردمند «مادرِ بید» می‌رود که به او هشدار می‌دهد غریبه‌هایی در راه هستند.
رهبر سفر، جان رتکلیف که تنها به دنبال طلا و قدرت است، دستور ساخت جیمزتاون را در دل جنگل می‌دهد و مردان را مجبور به حفاری طلا می‌کند؛ طلایی که می‌خواهد برای برکناری جیمز ششم و یکم از آن استفاده کند. جان اسمیت برای کشف محیط به جنگل می‌رود و با پوکاهانتس روبه‌رو می‌شود. ابتدا پوکاهانتس به زبان پوهاتان سخن می‌گوید، اما خیلی زود بین آن دو اعتماد شکل می‌گیرد و مجذوب دنیای یکدیگر می‌شوند و عاشق هم می‌شوند. پس از درگیری بین مهاجران و بومیان، پوهاتان دستور می‌دهد مردمش از انگلیسی‌ها دوری کنند، ولی پوکاهانتس پنهانی به دیدار جان ادامه می‌دهد. دوست صمیمی‌اش «ناکُوما» از این رابطه باخبر می‌شود و به کوکوم هشدار می‌دهد. هم‌زمان، رتکلیف نیز از ملاقات‌های جان مطلع می‌شود و با خشم به او هشدار می‌دهد که با بومیان مدارا نکند.
مدتی بعد، جان و پوکاهانتس با مادر بید ملاقات می‌کنند و تصمیم می‌گیرند برای برقراری صلح میان مهاجران و بومیان تلاش کنند. در حالی که هر دو طرف این ملاقات را زیر نظر دارند، آن دو بوسه‌ای رد و بدل می‌کنند. کوکوم، که خشمگین شده، به جان حمله می‌کند تا او را بکشد، اما توماس، مهاجری جوان که جان پیش‌تر او را نجات داده بود و به دستور رتکلیف او را تعقیب می‌کرد، برای دفاع از جان، کوکوم را می‌کشد. جان از توماس می‌خواهد فرار کند، اما بومیان سر می‌رسند، جان را دستگیر کرده و جسد کوکوم را بازمی‌گردانند. پوهاتان، که از مرگ کوکوم خشمگین شده، پوکاهانتس را سرزنش می‌کند و اعلام جنگ با انگلیسی‌ها را اعلام می‌کند و قرار می‌شود اعدام جان در سپیده‌دم آغازگر نبرد باشد.
در جیمزتاون، توماس به مهاجران هشدار می‌دهد که جان اسیر شده است. رتکلیف از این فرصت برای بهانه کردن جنگ استفاده کرده و مردانش را برای حمله به قبیله بسیج می‌کند تا به طلا دست یابد. در همان شب، پوهاتان نیز دستور آماده‌باش می‌دهد. پوکاهانتس با ناامیدی به مادر بید مراجعه می‌کند و درمی‌یابد که پیکان چرخانی که در خواب دیده بود، همان قطب‌نمای جان است که مسیر سرنوشتش را نشان می‌دهد.
صبح روز بعد، بومیان جان را برای اعدام به صخره‌ای می‌برند، در حالی‌که رتکلیف و مهاجران مسلح در مسیر رویارویی‌اند. در لحظهٔ اجرای حکم، پوکاهانتس خود را سپر جان می‌کند و پدرش را قانع می‌سازد که دو طرف باید به خشونت پایان دهند. جان آزاد می‌شود، ولی رتکلیف که بی‌توجه به مصالحه، تفنگش را به‌سوی پوهاتان نشانه می‌رود، شلیک می‌کند و جان برای نجات او گلوله را به‌خود می‌گیرد. مهاجران که از رفتار رتکلیف خشمگین‌اند، او را به جرم آسیب رساندن به یارشان دستگیر می‌کنند.
جان به کمک قبیله مداوا می‌شود، اما برای درمان کامل باید به انگلستان بازگردد. رتکلیف نیز برای پاسخگویی به جرایمش به کشور بازگردانده می‌شود. جان از پوکاهانتس می‌خواهد با او بیاید، اما او ترجیح می‌دهد در کنار قبیله‌اش بماند و به حفظ صلح کمک کند. جان بدون پوکاهانتس، ولی با دعای خیر پوهاتان، عازم می‌شود. در پایان، پوکاهانتس از فراز صخره‌ای ایستاده و رفتن کشتی حامل جان را نظاره می‌کند.

## صداپیشه‌ها
- ایرنه بدارد در نقش پوکاهانتس، دختر رئیس پوهاتان. او فردی بسیار ماجراجو است که از ممنوعیت سخت پدرش برای ملاقات با مهاجران انگلیسی سرپیچی می‌کند و عاشق کاپیتان جان اسمیت می‌شود. گلن کین به عنوان انیماتور ناظر پوکاهانتس خدمت کرد.
  - جودی کون به عنوان صدای خوانندگی پوکاهونتاس
- مل گیبسون در نقش جان اسمیت، فرد مورد علاقه پوکاهونتاس. او تنها ساکن جیمزتاون است که به دلیل عشقش به پوکاهانتس و پذیرش فرهنگ‌های دیگر، مایل به دوستی با بومیان است.
  - اگرچه گیبسون بیشتر خوانندگی اسمیت را در فیلم ارائه می‌کند جس هارنل حدود ۲۰ درصد از صدای آواز اسمیت را در صحنه‌های خاص ارائه می‌دهد.
- دیوید اوگدن استایرز در نقش فرماندار رتکلیف، فرماندار حریص و مغرور مهاجران که یک سفر به ویرجینیا را برای یافتن طلا و سایر ثروت‌هایی که می‌خواهد برای خود نگه دارد هدایت می‌کند.
  - استیرز همچنین صدای ویگینز، خدمتکار رتکلیف را ارائه کرد. برخلاف رتکلیف، ویگینز مهربان و خوش قلب است، اما او در خدمت یک مرد وحشتناک مانده است.
- جان کاسیر در نقش میکو، راکون خانگی پوکاهانتس که با جان اسمیت دوست است و عاشق غذا خوردن است.
- راسل مینز به عنوان رئیس پوهاتان، پدر پوکاهانتس و رئیس قبیله پوهاتان.
  - جیم کامینگز صدای خوانندگی رئیس پوهاتان را ارائه می‌کند کریستین بیل در نقش توماس، دوست وفادار جان اسمیت.
- بیلی کانولی در نقش بن و جو بیکر در نقش لون، دو شهرک‌نشین و دوستان جان اسمیت.
- لیندا هانت در نقش مادربزرگ بید، یک درخت بید سخنگو که به عنوان راهنمای پوکاهانتس عمل می‌کند.
- دنی مان در نقش پرسی، پاگ حیوان خانگی بداخلاق و کوتاه مزاج فرماندار رتکلیف.
- فرانک ولکر در نقش فلیت، مرغ مگس‌خوار پوکاهانتس که کوکوم را به جان اسمیت ترجیح می‌دهد اما در نهایت با دومی دوست می‌شود.
- میشل سنت جان در نقش ناکوما، بهترین دوست پوکاهانتس که در مقابل روحیه ماجراجویانه پوکاهانتس راحت‌تر است.
- جیمز آپاموت فال در نقش کوکوم، یک جنگجوی قوی و شجاع اما خشن و تهاجمی پوهاتان که رئیس پوهاتان می‌خواهد با پوکاهانتس ازدواج کند.
- گوردون توتوسیس در نقش کاکاتا از مرد دارو از پوهاتان.
  - جیم کامینگز صدای خوانندگی ککاتا را ارائه می‌کند

سه بازیگر این فیلم در پروژه‌های دیگر مرتبط با پوکاهانتس حضور داشته‌اند. گوردون توتووسیس در فیلم پوکاهونتاس: افسانه (۱۹۹۵) نقش رئیس پوهاتان را بازی کرد. کریستین بیل و ایرنه بدارد به ترتیب نقش جان رولف و مادر پوکاهانتس را در بر جدید (۲۰۰۵) از ترنس مالیک به تصویر می‌کشند.